# Smedjebackens hamn och lokstall

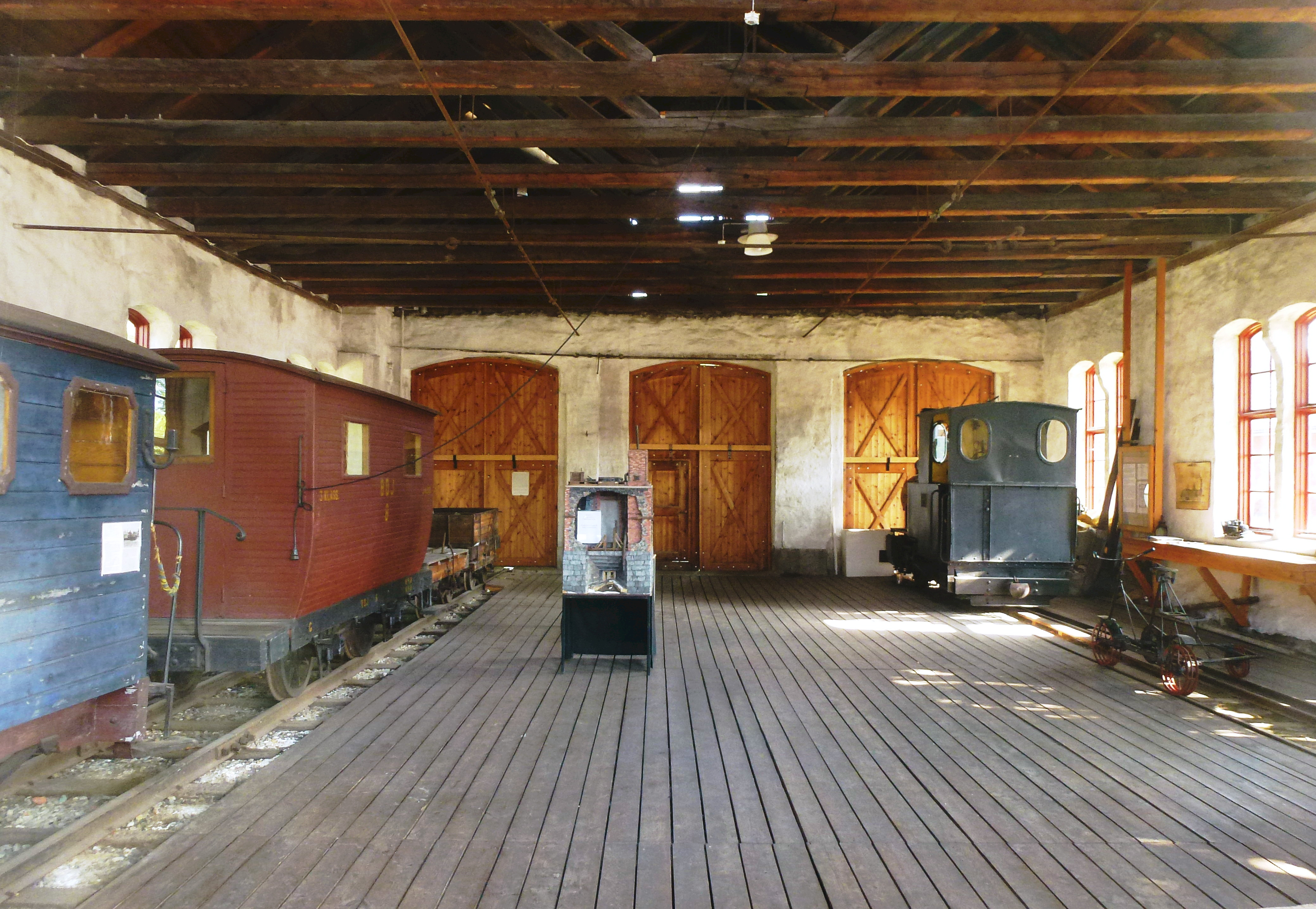
Smedjebackens lokstall, interiör, 2013.

Smedjebackens hamn och lokstall är två industrihistoriska anläggningar i Smedjebacken, Dalarnas län. Hamnområdet har på senare år genomgått en omfattande återuppbyggnad där kommunen återskapade delar av den historiska verksamheten. Smedjebackens hamn och Wessman-Barkens Järnvägars lokstall ingår i Ekomuseum Bergslagen.

## Hamnen
Smedjebackens hamn är med sina 100 meter över havet en av Sveriges högst belägna hamnar med kontakt med havet. Den utgör början av Strömsholms kanal och har därigenom förbindelse med Mälaren och via andra kanaler Östersjön. Redan på medeltiden blev platsen ett viktigt handelscentrum för Västerbergslagen. Här möttes land- och vattenvägar och det fanns en utskeppningshamn för traktens alla produkter, främst järn och koppar.
Hamnen fick stor ekonomisk betydelse i och med att Strömsholms kanal anlades och öppnades 1795. Därmed fanns en farbar vattenväg från Smedjebacken till Mälaren och vidare till Stockholm. På det viset kunde de för Sverige viktiga järnprodukterna från Bergslagens talrika gruvor, hyttor och hamrar transporteras på ett effektivt sätt. Kanalen och hamnen upplevde en blomstringstid för järnhantering och godstransporter. Fortfarande finns hamnmagasinet och en av tidigare minst 20 järnbodar kvar i området.

## Passagerarbåtstrafik
Föreningen Barkens ångbåtar äger två ångfartyg: Ångfartyget Runn och Ångfartyget Kuriren. Dessa har Smedjebacken hamn som hemmahamn. Ångfartyget Runn gör regelbundna resor från Smedjebacken till Ängelsberg och åter under sommartid. Ångfartyget Kuriren är under renovering för att återställas till bruksskick.

### Bilder, hamnen

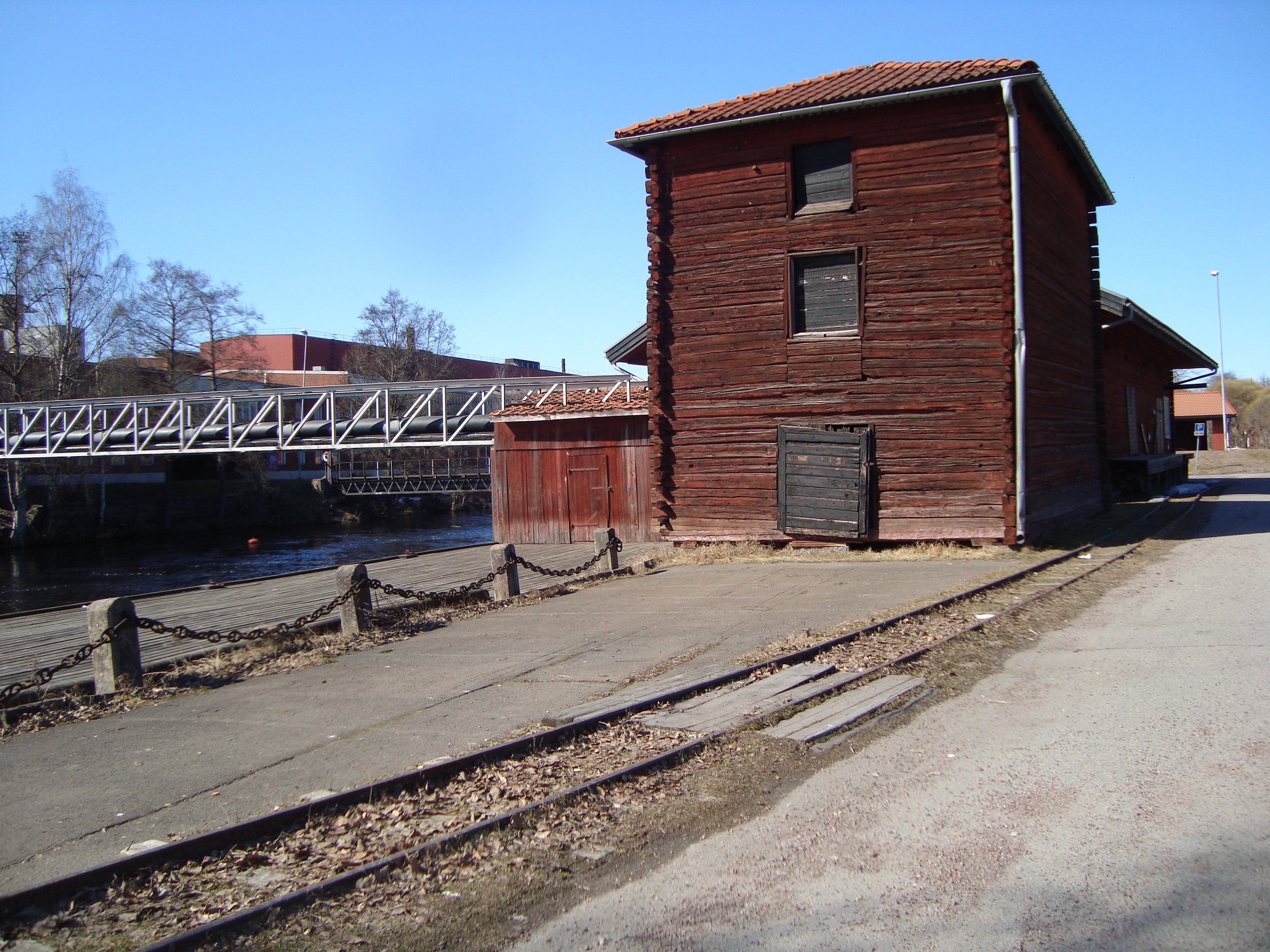
Godsmagasinet vid Smedjebackens hamn.
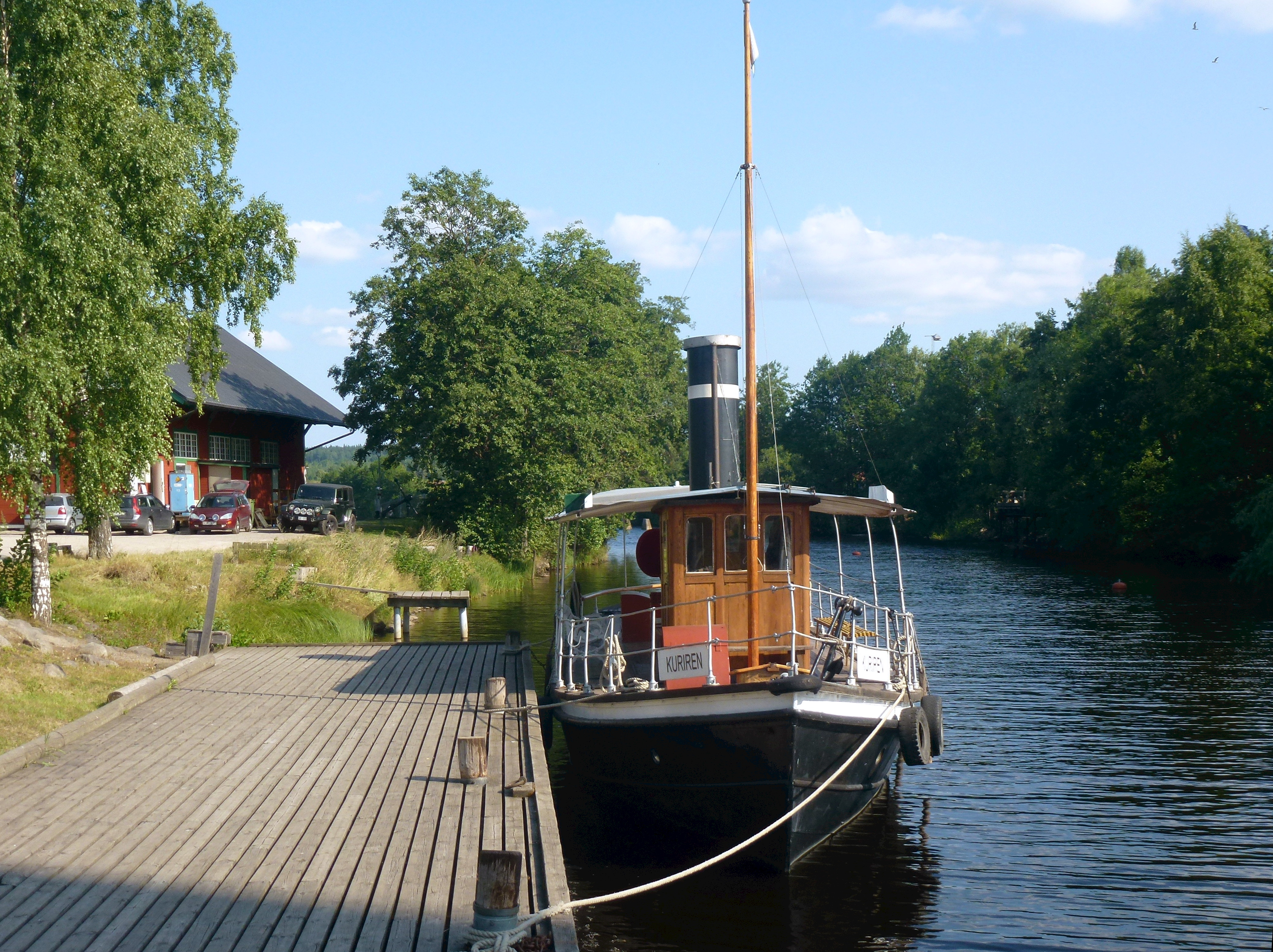
Hamnen med Ångfartyget Kuriren.
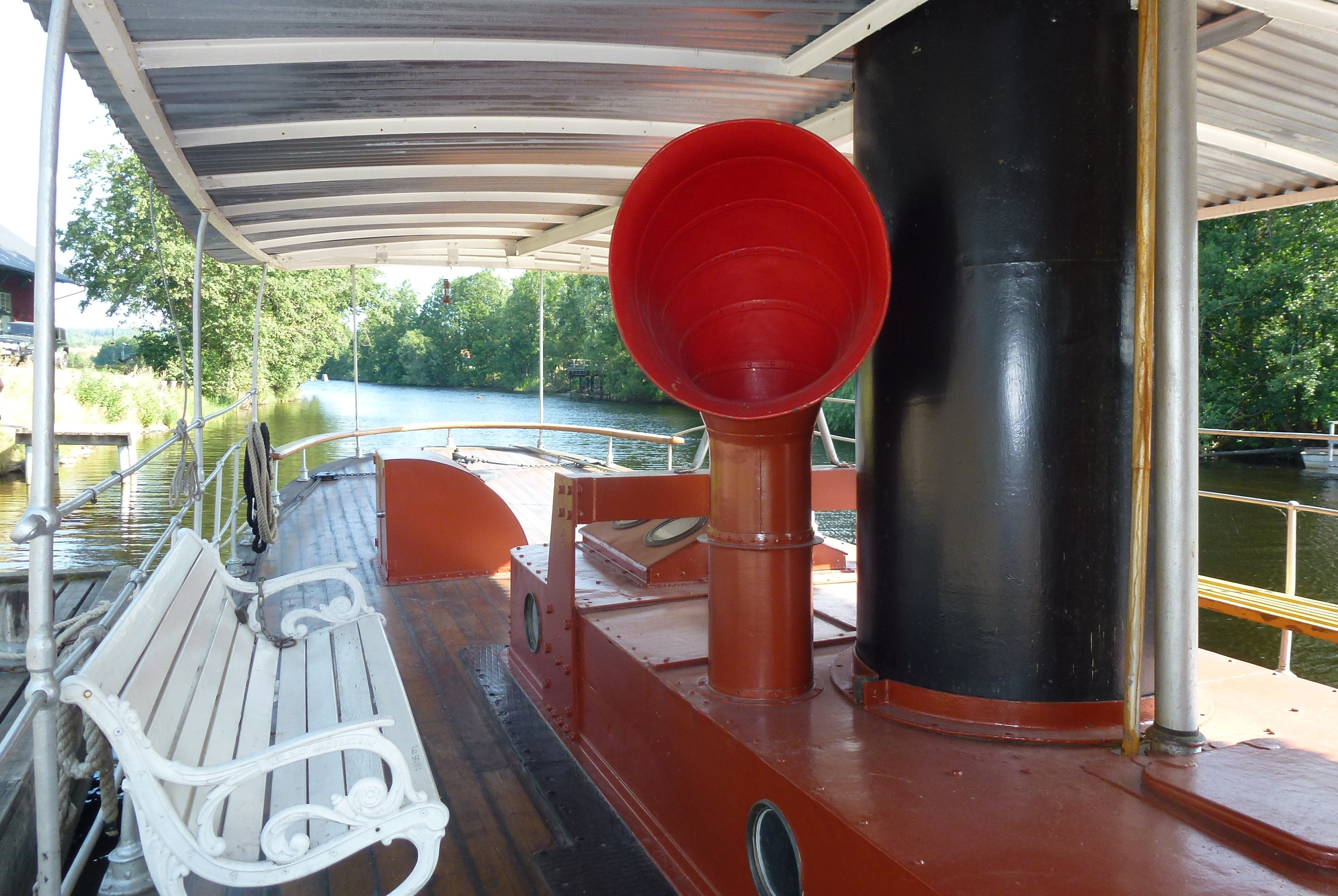
Bogserbåten S/S Kuriren.
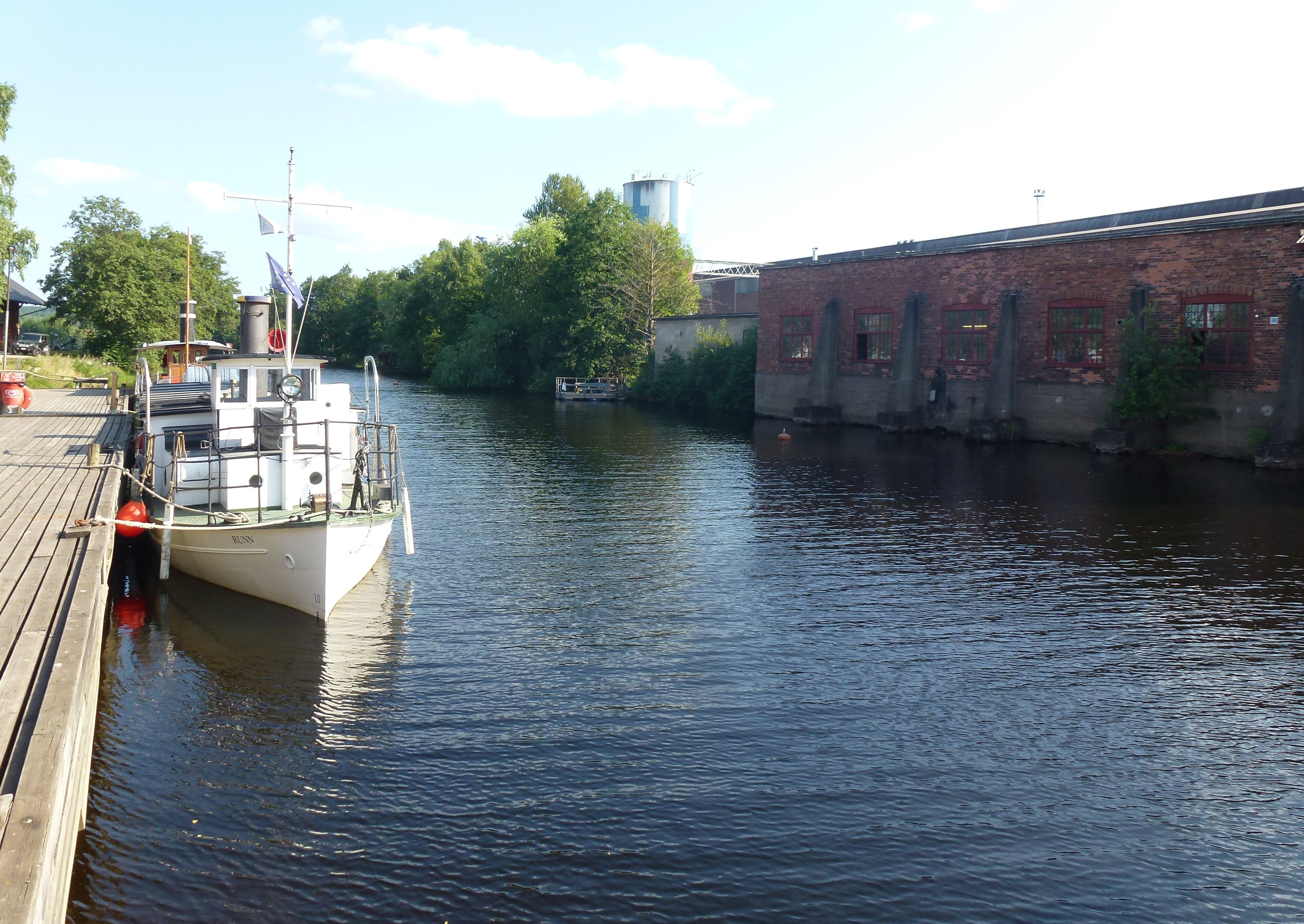
Hamnen med Ångfartyget Runn.

## Lokstallet

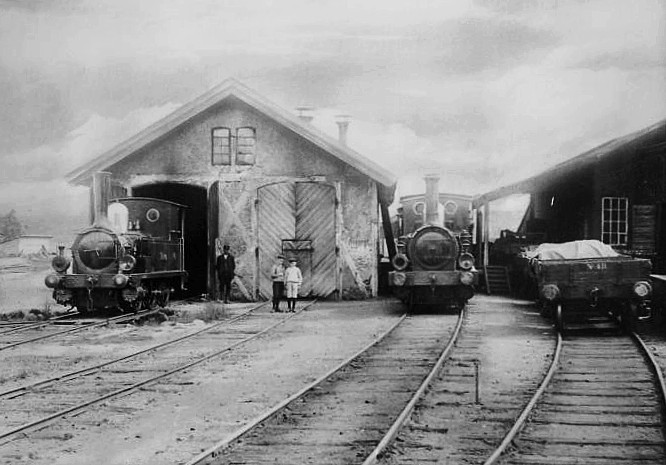
Smedjebackens ursprungliga lokstall med loken "Ludvika" och "Smedjebacken".

Som en förlängning av transportvägen mot nordväst och Ludvika anlades Wessman-Barkens Järnväg (WBJ) som togs i drift 1859  och var därmed en av de första järnvägarna i Sverige. Den byggdes med den ovanliga spårvidden 1188 mm, eller fyra svenska fot. Genom den nya järnvägen fick området väster om Smedjebacken betydligt lättare tillgång till fartygsleden mot Mälaren och Stockholm. En hel del gods fraktades på sjön Väsman och dess sjösystem till hamnen i Ludvika och omlastades där till järnväg för vidare transport till Smedjebacken där båttransport åter vidtog. Järnvägen hade en sträckning som bitvis motsvarade dagens riksväg 66. Banan övertogs år 1898 av Stockholm-Västerås-Bergslagens Järnvägar, vars normalspåriga järnväg nådde Ludvika år 1900. 
Fyra ånglok trafikerade järnvägen. Alla loken hade namn. Det första loket hette ”Wessman” och levererades 1857, loket kostade 27 000 riksdaler. Loket ”Barken” förvärvades 1860. Då loket ”Smedjebacken” levererades 1874 byggdes det nuvarande lokstallet. Det fjärde och sista loket hette ”Ludvika” och köptes 1893. Samtliga var tillverkade på Munktells Mekaniska Verkstad i Eskilstuna. Vagnparken bestod av ett 70-tal lastvagnar, 5-6 personvagnar samt vissa specialvagnar. 
Lokstallet hade ursprungligen två stora portar mot hamnsidan och var uppfört i slaggsten. Senare breddades byggnaden med ytterligare en port, och fick dagens utseende. Då användes rött murtegel i kombination med slaggsten som fasadmaterial. De båda banorna gick i stort sett parallellt fram till 1903, då Smedjebackens järnväg nedlades. Loket som idag står i lokstallet är  tillverkat 1914 av Orenstein & Koppel i Berlin, och nyttjades åren 1933-1953 vid dåvarande Smedjebackens Valsverk.

### Bilder lokstallet

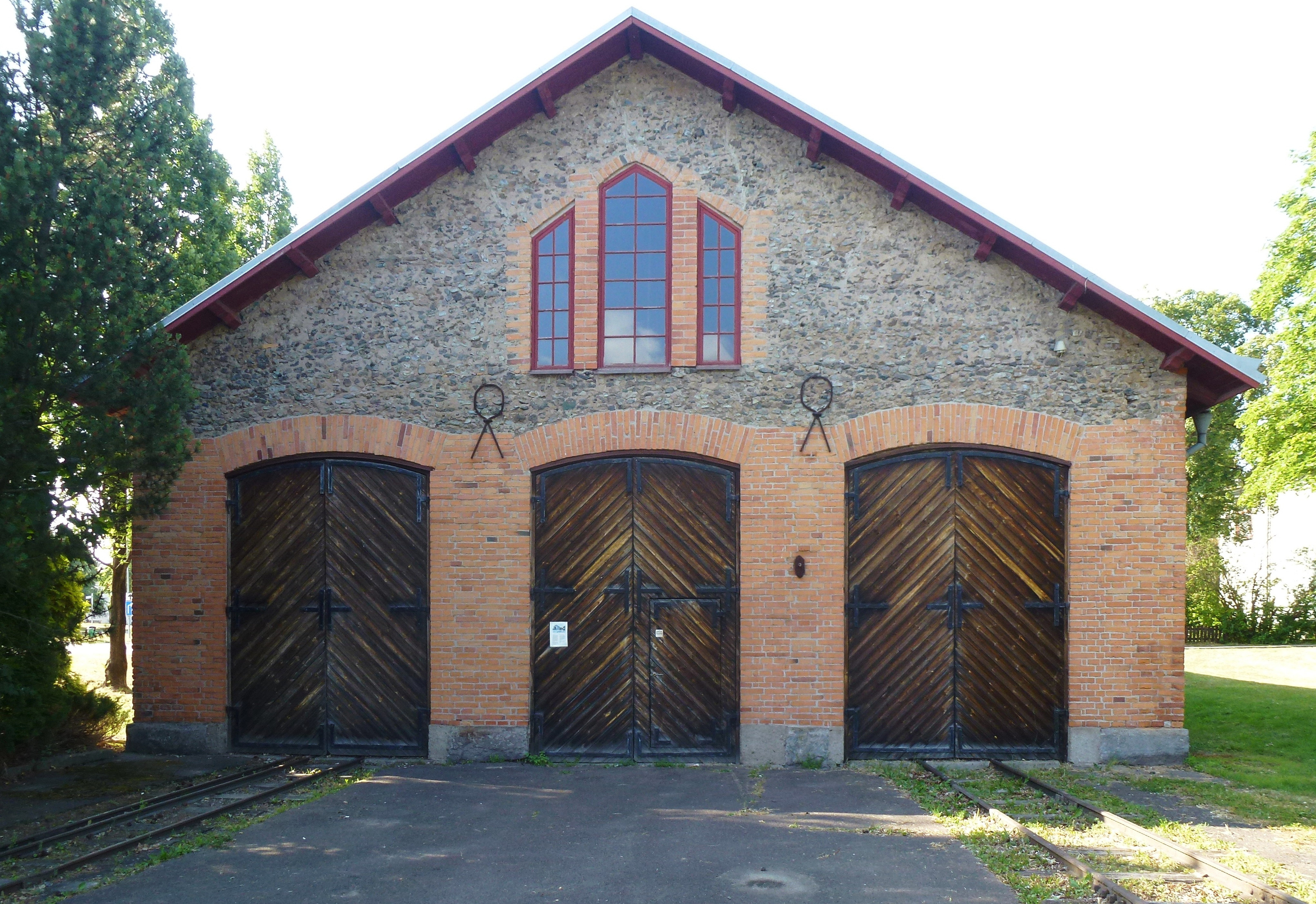
Lokstallets sida mot hamnen
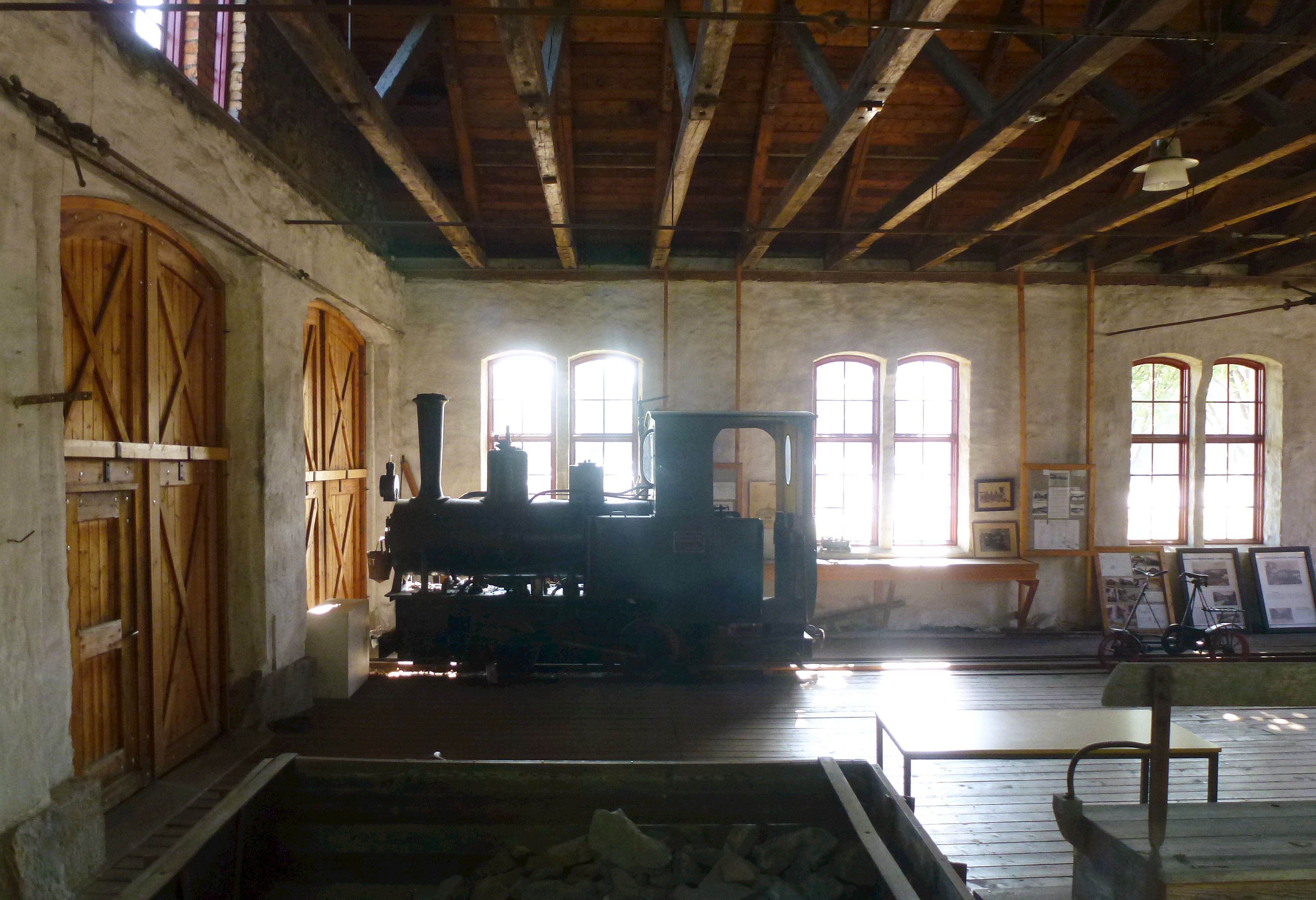
Lokstallet med loket tillverkat 1914 av Orenstein & Koppel
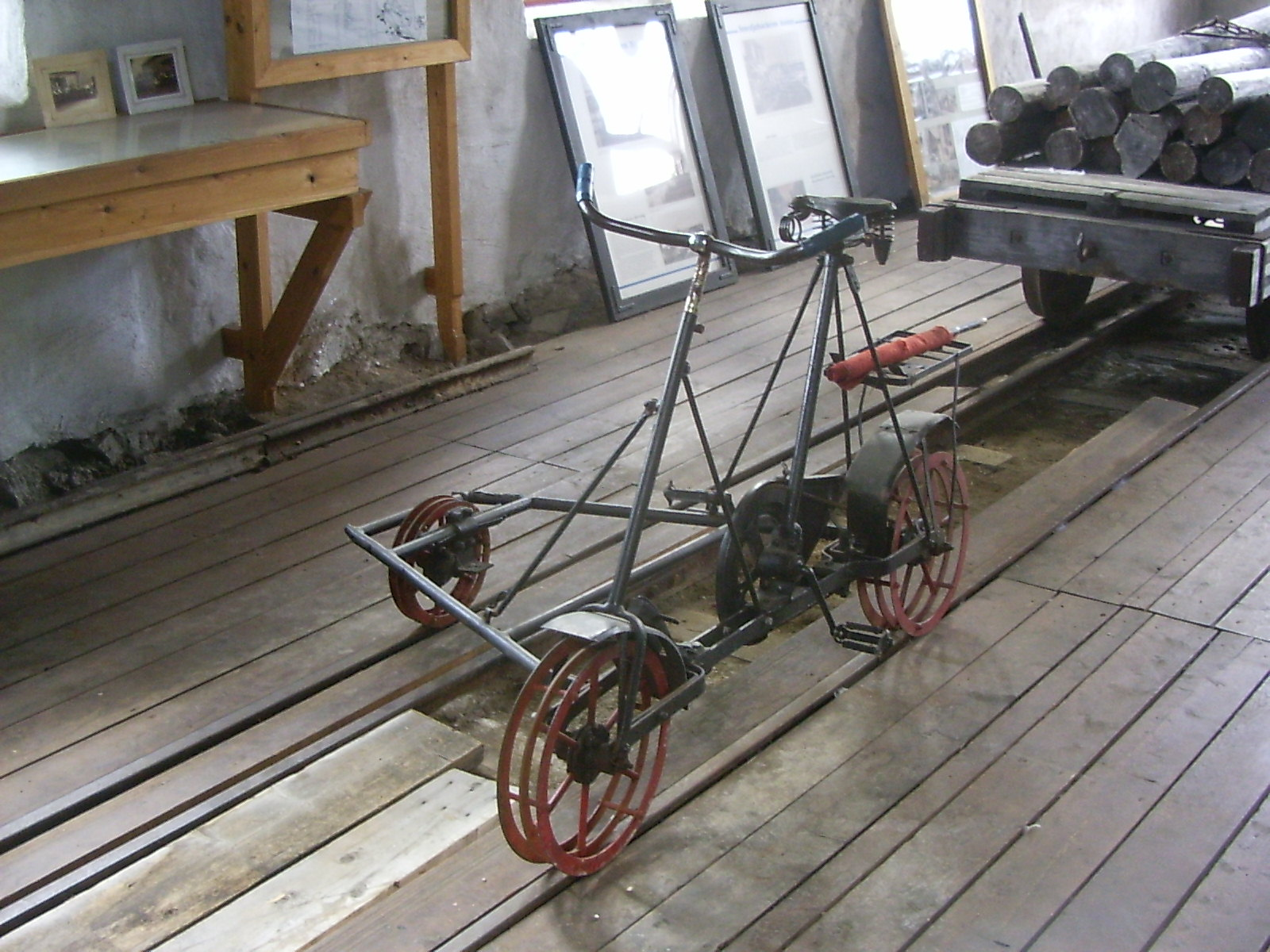
Lokstallets  cykeldressin
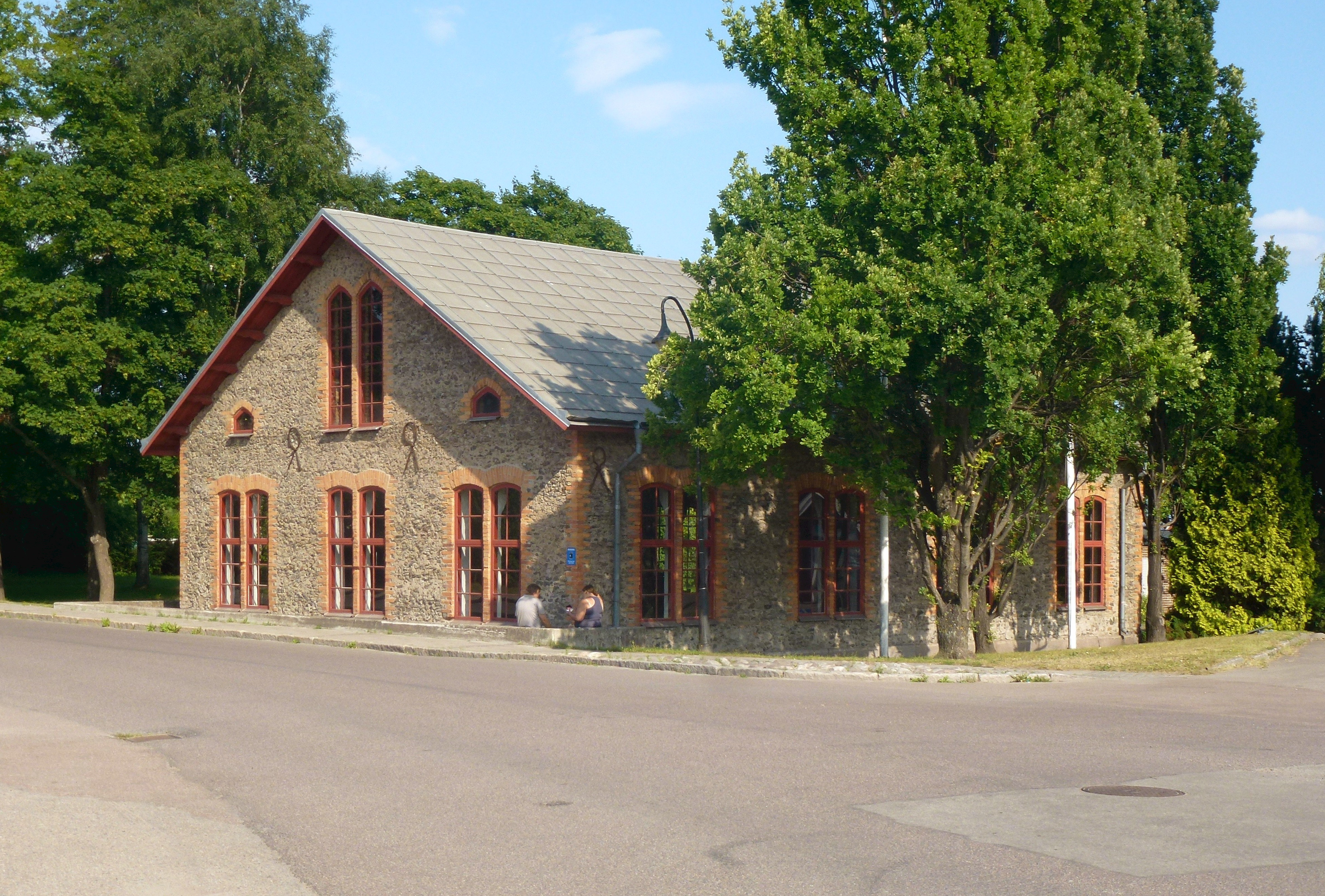
Lokstallets sida mot land